# ساوت ویلارد (یوتا)
ساوت ویلارد (به انگلیسی: South Willard) یک منطقهٔ مسکونی در ایالات متحده آمریکا است که در شهرستان باکس الدر، یوتا واقع شده‌است. ساوت ویلارد ۱۵٫۱ کیلومتر مربع مساحت و ۱٬۵۷۱ نفر جمعیت دارد و ۱٬۳۲۰ متر بالاتر از سطح دریا واقع شده‌است.